# Aero Ae-50
De Aero Ae-50 (ook wel bekend als Ae 50) is een Tsjechoslowaaks verkenningsvliegtuig gebouwd door Aero. De Ae-50 is ontworpen als een artillerieverkenner.
De Ae-50 was een door propeller aangedreven hoogdekker met een opmerkelijk ontwerp. De romp eindigt abrupt achter de cockpit. Dit maakt dat de staart via een enkele boom is bevestigd aan de rest van het toestel. Eveneens ongebruikelijk is de mogelijkheid om het toestel door een ander vliegtuig te laten trekken om zo het bereik van het toestel te vergroten.
De eerste vlucht vond plaats op 14 april 1949. Het toestel werd geëvalueerd tegen de Praga E-55 voor een contract met het Tsjechoslowaakse ministerie van defensie. De Ae-50 bleek een aantal tekortkomingen te hebben, waaronder instabiliteit. Deze problemen konden worden verholpen, maar het probleem van overgewicht bleek onoplosbaar, waarna de ontwikkeling werd gestaakt.

## Specificaties
- Bemanning: 2
- Lengte: 7,10 m
- Spanwijdte: 10,50 m
- Hoogte: 2,46 m
- Vleugeloppervlak: 15,1 m2
- Leeggewicht: 460 kg
- Max. opstijggewicht: 730 kg
- Motor: 1× Walter Minor 4-III, 78 kW (105 pk)
- Maximumsnelheid: 171 km/h
- Plafond: 4 370 m
- Klimsnelheid: 140 m/min